# Edizioni Bietti
Edizioni Bietti è una casa editrice italiana con sede a Milano fondata nel 1870.

## Storia
La casa editrice Bietti nasce a Milano nel 1870, ad opera dello stampatore Angelo Bietti. Il successo della casa editrice è legato, in una prima fase, all'iniziativa di Bietti di pubblicare a prezzi popolari vari classici della letteratura mondiale (Jules Verne, Alexandre Dumas, Fëdor Dostoevskij e Michel Zévaco).
Proseguì sotto la guida di Antonio Bietti, figlio di Angelo, con la denominazione "Fratelli Bietti e G. Minacca" curando particolarmente il settore scolastico. Un'iniziativa avviata da Antonio Bietti e Ettore Reggiani fu, nel 1913, la pubblicazione del Vocabolario della lingua italiana di Nicola Zingarelli. La prima edizione del vocabolario uscì in fascicoli e fu completa solo nel 1921. Dalla seconda edizione (1922) fino alla settima, il vocabolario uscì in volume unico edito da Bietti & Reggiani; solo dal 1941 i diritti di pubblicazione furono ceduti a Zanichelli che si fece carico delle successive edizioni. Nel 1938 il regime fascista costrinse la Bietti al fallimento forzato per aver inserito nel suo catalogo numerosi testi di autori stranieri.
La Casa editrice fu posta in liquidazione nel 1941 e cessata il 30 ottobre 1943, fu poi ricostituita per essere chiusa nel 1979. Nel 1997 il marchio della casa editrice venne rilevato da Federico Milesi, che ne affidò la direzione a Valerio Riva. Sotto la direzione di Valerio Riva la casa editrice ottenne ottimi risultati editoriali attraverso le pubblicazioni del Manuale del perfetto idiota italo-latinoamericano di Mario Vargas Llosa (copie esaurite in pochi giorni) e con il De Gaulle di Edgardo Sogno. Anche romanzi dai titoli provocatori, come Ancora un tango, presidente Mao contribuirono alla rinascita della casa editrice.
Agli inizi del nuovo millennio il marchio della casa editrice Bietti viene rilevato da Carlo Milesi, figlio di Federico Milesi, e da Tommaso Piccone con l'incarico di direttore editoriale. La nuova amministrazione dà vita alla rinascita di vecchie collane come Caleidoscopio, Documenti Bietti Storia e Biblioteca Bietti. Innovative rispetto alla tradizionale linea editoriale della casa editrice sono le nuove collane Heterotopia e l'Archeometro; la prima dedicata tematicamente al cinema, la seconda alla filosofia. Figlie della nuova direzione sono anche le riviste Antarès, specializzata in storia e filosofia politica del Novecento, e Inland. Quaderni di cinema.
Nel corso della sua lunga attività la casa editrice ha avviato collaborazioni con diversi autori di primo piano: Antonio Altomonte, Luciano Bianciardi, Libero de Libero, Luigi Gualtieri, Giuseppe Marotta, Ercole Patti, Giacomo Prampolini, Domenico Rea; e noti critici letterari e scrittori hanno curato o prefato i suoi volumi, tra questi: Luigi Baldacci, Alberto Bevilacqua, Libero Bigiaretti, Dino Buzzati, Giacomo Debenedetti, Gianfranco de Turris, Enrico Falqui, Francesco Grisi, Walter Pedullà, Mario Pomilio, Michele Prisco, Luigi Silori, Diego Valeri, Giorgio Vigolo e Cesare Zavattini.

## Collane
- Biblioteca Bietti.
- Biblioteca internazionale.
- Biblioteca novissima.
- Biblioteca reclame.
- Biblioteca russa[7].
- Caleidoscopio.
- Documenti Bietti Storia.
- Heterotopia.
- Il girasole.
- Il picchio.
- l'Archeometro.